# Kuzmenkove, Romnî
Kuzmenkove (în ucraineană Кузьменкове) este un sat în comuna Perehrestivka din raionul Romnî, regiunea Sumî, Ucraina.

## Demografie
Componența lingvistică a localității Kuzmenkove
     Ucraineană (75%)
     Rusă (25%)
Conform recensământului din 2001, majoritatea populației localității Kuzmenkove era vorbitoare de ucraineană (75%), existând în minoritate și vorbitori de rusă (25%).